# Wharepapa / Arthur Range
Die Wharepapa / Arthur Range ist eine bis zu 1.809 m hohe Bergkette in Neuseeland, an deren Ostflanke sich die beiden zusammenhängende Höhlensysteme Nettlebed Cave und Stormy Pot befinden. Sie gelten mit 1.174 m als das tiefste Höhlensystem Neuseelands und der südlichen Hemisphäre.

## Geografie
Die in nordöstlich verlaufenden Wharepapa / Arthur Range liegt im nordwestlichen Teil der Südinsel von Neuseeland. Nordwestlich der Wharepapa / Arthur Range befinden sich die Tasman Mountains und die Locket Range, westlich grenzen die Herbert Range an, im Nordosten läuft die Bergkette in der Tasman Bay / Te Tai-o-Aorere aus und im Südosten erstreckt sich eine fruchtbare Ebene bis nach Nelson hin. Die höchsten Berge der Bergkette stellen mit 1.826 m und 1.807 m The Twins dar, gefolgt von dem 1.795 m hohen Mount Arthur, Namensgeber der Bergkette. Die Wharepapa / Arthur Range gehören zum Kahurangi National Park und liegen in seinem südöstlichen Teil.

## Geologie
Die Wharepapa / Arthur Range stammen aus der Zeit des Paläozoikums. Die Bergkette bildete sich aus einer nordöstlich verlaufenden Verwerfung, dessen Gestein aus versteinerten Sedimenten entstand. Innerhalb der Gesteinsschichten befinden sich Kalksteinschichten, die als Arthur Marble (Arthur Marmor) bezeichnet werden. In diesen Schichten haben sich durch Auswaschungen mehrere Höhlensysteme gebildet, die zu den tiefsten und längsten Höhlensystem Neuseelands zählen, wie zum Beispiel die Nettlebed Cave zusammen mit Stormy Pot, dem Ellis Basin System und sieben weitere weniger bedeutende Systeme.

## Infrastruktur
Über den Tākaka Hill Saddle führt der New Zealand State Highway 60, der Tākaka im Nordwesten mit Motueka im Südosten verbindet. Der Highway ist die einzige befestigte Querung der Bergkette und stellt damit die einzige Straße dar, die zur Nordwestspitze der Südinsel Neuseelands führt.